# 柴田トヨ
柴田 トヨ（しばた トヨ、1911年（明治44年）6月26日 - 2013年（平成25年）1月20日）は、日本の詩人。栃木県栃木市出身。

## 人物
1911年（明治44年）栃木県栃木市生まれ。生家は裕福な米穀商だったが、10代で家が傾いたことから奉公生活を送り、30代で結婚、出産、60代で宇都宮市に居を移した。一人息子の勧めで書きためた詩を2009年（平成21年）10月に自費出版した。その後飛鳥新社が内容を追加、装丁を変更し再出版。詩作を始めたのは92歳だった。
産経新聞の投稿欄「朝の詩」の常連で、新川和江に高く評価される。シャンソン歌手の久保東亜子が詩に曲を付けたことがきっかけでNHKラジオ第1放送「ラジオ深夜便」に出演。「多くの人たちの愛情に支えられて今の自分がある」と述べている。希望を失っていた柴田が今では読者に希望を与えている。自身の作品を世界の人々にも読んでほしいとのこと。
『別れの一本杉』で知られる船村徹（作曲家）と高野公男（作詞家）の作品に感銘を受けた。歌人の植村恒子と交流がある。栃木市の幸来橋は思い出の場所だという。
2010年（平成22年）12月31日（午前8:30〜9:15）、ヒューマンドキュメンタリー｢99歳の詩人 心を救う言葉｣（NHKテレビ、ナレーション:中谷美紀）が放映され、著者とその詩が多くの人々を励ましている姿を伝えた。
2011年（平成23年）9月、満100歳を迎えたことを記念して、第2詩集『百歳』が出版された。同年10月10日（午後6:10〜45）、NHK総合で『“不幸の津波に負けないで”〜100歳の詩人 柴田トヨ〜』（ナレーション:若尾文子）が放映。著者の綴った詩を心の支えに、東日本大震災を乗り越え強く生きようとしている被災者たちの姿を中心に描いた。
2012年（平成24年）8月の時点で、詩集『くじけないで』が160万部を記録。
2013年（平成25年）1月20日午前0時50分、老衰により宇都宮市内で死去、101歳没。
2013年（平成25年）11月16日、その半生を描いた映画『くじけないで』が公開される。監督は深川栄洋、柴田トヨ役は八千草薫、檀れい（若い頃）、芦田愛菜（幼少時）が演じる。

## 詩集
- 『くじけないで』飛鳥新社〈巻末に過去の経験をしたためている。〉、2010年。ISBN 9784870319929。
  - 同年、本人による朗読、インタビューなどを収録した『くじけないで　朗読DVD』（ISBN 9784864100533）、および詩集『くじけないで』と『朗読DVD』とのセット（ISBN 9784864100526）も発売された。
- 『百歳』飛鳥新社〈本人の満100歳を記念して出版された第2詩集〉、2011年。ISBN 9784864101042。

## DVD
- 99歳の詩人 柴田トヨ 〜心を救う言葉〜（2011年、NHKエンタープライズ）
  - 上記の番組「ヒューマンドキュメンタリー 〜99歳の詩人 心を救う言葉」のDVD化。

## その他

### CD
歌唱 村上ゆき「あなたに ~ 村上ゆき 柴田トヨさんをうたう」 - 2013年11月6日発売（MSエンタテインメント）